# Кеманак
Кеманак е музикален перкусионен инструмент от групата на металните идиофони. Част е от оркестъра гамелан. Има индонезийски произход, характерен е за музиката на островите Ява и Бали.
Практически, кеманакът представлява слит-дръм, изработен от метал.